# Elecciones presidenciales de Estados Unidos de 1808
Las elecciones presidenciales de los Estados Unidos de 1808 tuvieron lugar entre el viernes 4 de noviembre y el miércoles 7 de diciembre del mencionado año, siendo la sexta elección presidencial cuadrienal tras la independencia del país, y la cuarta del Primer Sistema de Partidos. El Colegio Electoral a cargo de elegir al presidente y al vicepresidente estaba compuesto entonces por 175 electores, necesitándose 88 para ganar la elección.
Siguiendo el ejemplo de George Washington, Thomas Jefferson, del Partido Demócrata-Republicano, no se presentó para un tercer mandato a pesar de que no había prohibición constitucional que se lo impidiera, siendo James Madison elegido candidato del partido. El vicepresidente George Clinton, que ejercía su primer mandato, sí se presentó para un segundo período. El opositor Partido Federalista, por su parte, presentó al mismo binomio que en los anteriores comicios: Charles Cotesworth Pinckney fue el candidato presidencial, con Rufus King como compañero de fórmula. Un sector de los demócratas-republicanos rechazó la candidatura de Madison y postuló a James Monroe como disidente.
El resultado fue, sin embargo, un rotundo triunfo para Madison, que recibió el 64.73% del voto popular y 122 votos electorales, triunfando en gran parte de los estados fuera del bastión federalista de Nueva Inglaterra y disfrutando del apoyo clave de Jefferson. Clinton recibió seis votos electorales para presidente de su estado natal de Nueva York, sin haberse postulado oficialmente para el puesto. Pinckney mejoró ligeramente el resultado de la anterior elección con un 32.40% y 47 electores. Esta fue la primera de las dos únicas instancias en la historia estadounidense en la que se eligió un nuevo presidente y el vicepresidente titular fue retenido, siendo la otra en 1828. Se trató además de la primera ocasión en la que se sucedieron dos presidentes del mismo partido.

## Candidaturas

### Partido Demócrata-Republicano
|                                  |                                                  |
| James Madison                    | George Clinton                                   |
| para presidente                  | para vicepresidente                              |
|                                  |                                                  |
| Secretario de Estado (1801-1809) | Vicepresidente de los Estados Unidos (1805-1809) |

La nominación del Partido Demócrata-Republicano para las elecciones presidenciales de 1808 fue resuelta por medio del sistema de caucus o comité, entre los miembros del Congreso pertenecientes al partido. Con Thomas Jefferson listo para retirarse, los partidarios del Secretario de Estado James Madison de Virginia trabajaron cuidadosamente para asegurarse de que Madison sucedería a Jefferson. La competencia principal de Madison vino del exembajador James Monroe, también de Virginia, y el vicepresidente George Clinton. Monroe recibió el apoyo de un grupo conocido como quids de tertium, que apoyó a un gobierno central débil y no estaban satisfechos con la compra de Luisiana y el Pacto de 1802. El apoyo a Clinton provino de los demócratas-republicanos del norte que desaprobaron la Ley de Embargo de 1807 (que era vista como potencialmente conducente a la guerra con Gran Bretaña) y que trataron de poner fin a la dinastía de presidentes virginianos. El caucus del Congreso se reunió en enero de 1808, eligiendo a Madison como su candidato a presidente y a Clinton como su candidato a vicepresidente.
Muchos partidarios de Monroe y Clinton se negaron a aceptar el resultado del caucus. Monroe fue nominado por un grupo de demócratas-republicanos de Virginia, y aunque no trató activamente de derrotar a Madison, también se negó a retirarse de la elección. Clinton también recibió el apoyo de un grupo de demócratas-republicanos de Nueva York para la presidencia, aun cuando seguía siendo el candidato oficial a la vicepresidencia del partido.
|  | 93.26 % |

|  | 89.77 % |

|  | 3.37 % |

|  | 5.68 % |

|  | 3.37 % |

|  | 3.41 % |

|  | 1.14 % |

### Partido Federalista
|                                                        |                                    |
| Charles Pinckney                                       | Rufus King                         |
| para presidente                                        | para vicepresidente                |
|                                                        |                                    |
| Embajador de los Estados Unidos en Francia (1796-1797) | Senador por Nueva York (1789-1796) |

El caucus o comité federalista se reunió en septiembre de 1808 y resolvió unánimemente presentar la misma fórmula partidaria que en los anteriores comicios, que consistía en el general Charles Cotesworth Pinckney de Carolina del Sur para presidente y el exsenador Rufus King de Nueva York para vicepresidente.

## Sistema electoral por estado
| Estado                                                                         | Sistema electoral                                                                                                   |
| ------------------------------------------------------------------------------ | --- |
| Connecticut Delaware Georgia Massachusetts Nueva York Carolina del Sur Vermont | Electores designados por la legislatura estatal.                                                                    |
| Nueva Hampshire Nueva Jersey Ohio Pensilvania Rhode Island Virginia            | Lista completa. Los electores son elegidos por todos los votantes del estado.                                       |
| Kentucky Maryland Carolina del Norte Tennessee                                 | El estado se divide en distritos electorales, con un elector elegido por distrito por los votantes de ese distrito. |

## Campaña

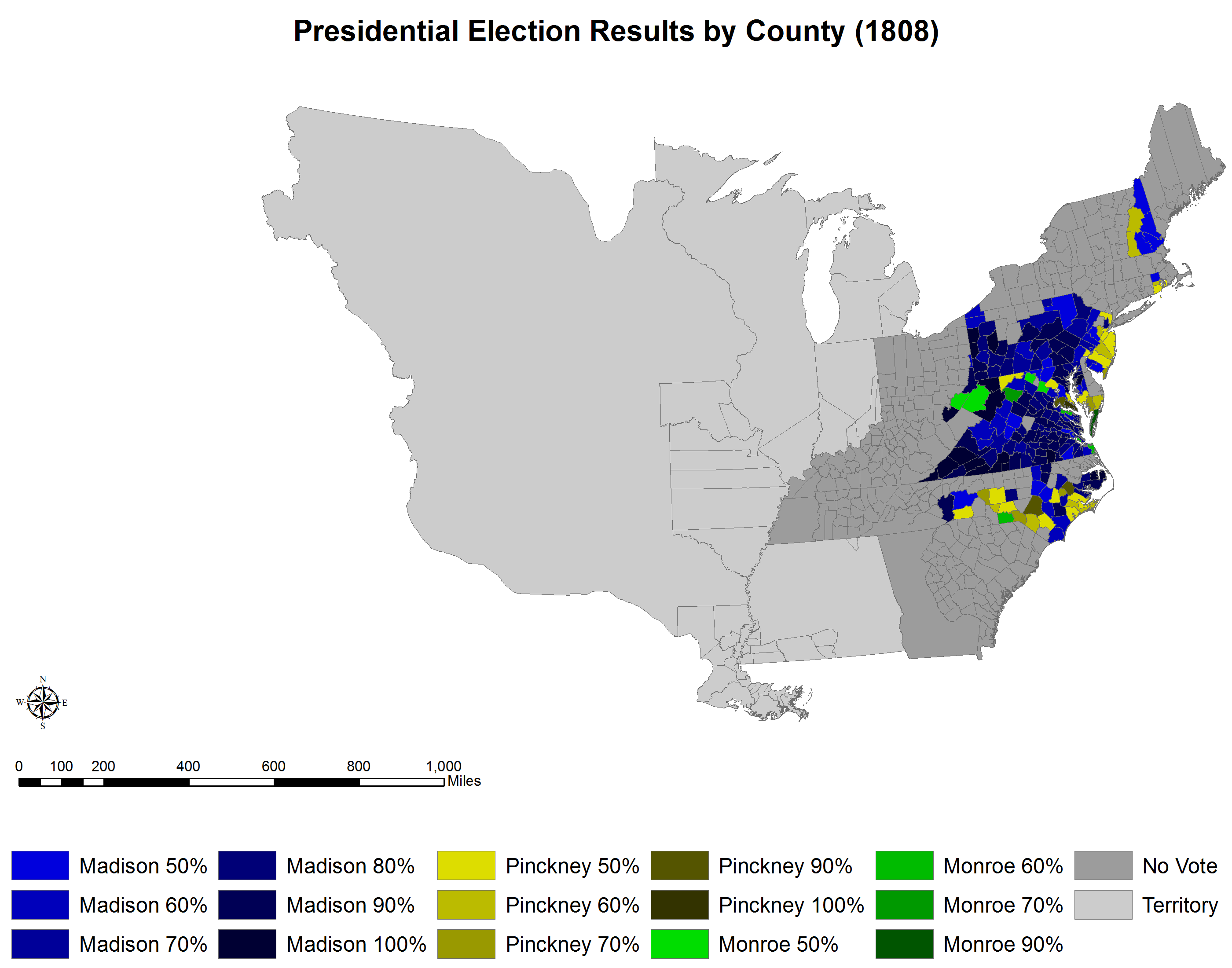
Los resultados por condado indican explícitamente el porcentaje del candidato ganador en cada condado. Los tonos de azul son para Madison (demócrata-republicano), los tonos de amarillo son para Pinckney (federalista) y los tonos de verde son para Monroe (demócrata-republicano disidente).

La elección estuvo marcada por la oposición a la Ley de Embargo de Jefferson de 1807, un alto al comercio con Europa que perjudicó desproporcionadamente a los comerciantes de Nueva Inglaterra y se percibió que favorecía a Francia sobre Gran Bretaña. No obstante, Jefferson todavía era muy popular entre los estadounidenses en general y se esperaba que Madison derrotase a Pinckney, aunque no por un margen tan abrumador como en 1804. Pinckney recibió pocos votos electorales fuera de Nueva Inglaterra.

## Resultados
Pinckney retuvo los votos electorales de los dos estados que ganó en 1804 (Connecticut y Delaware), y también ganó en Nuevo Hampshire, Massachusetts, Rhode Island y tres distritos electorales en Carolina del Norte además de los dos distritos electorales en Maryland. A excepción de los distritos de Carolina del Norte, el resurgimiento de los federalistas se produjo solo en Nueva Inglaterra. Monroe ganó una parte del voto popular en Virginia y Carolina del Norte, mientras que la legislatura de Nueva York dividió sus votos electorales entre Madison y Clinton.
|  | 62.73 % |

|  | 32.40 % |

|  | 2.52 % |

|  | 0.35 % |

|  | 100.00 % |

El voto en el Colegio Electoral para presidente fue el siguiente:
|  | 69.71 % |

|  | 26.86 % |

|  | 3.43 % |

El voto en el Colegio Electoral para vicepresidente fue el siguiente:
|  | 64.57 % |

|  | 26.86 % |

|  | 5.14 % |

|  | 1.71 % |

|  | 1.71 % |